# Terapia de fluoruro
La terapia de fluoruro es el suministro de fluoruro a los dientes tópico o sistemáticamente para prevenir la caries que resulta en cavidades. Más comúnmente, el fluoruro es aplicado tópicamente a los dientes usando los geles, los barnices, pasta dental/dentífricos o enjuagues bucales. El suministro sistémico implica la suplementación de fluoruro usando el agua, la sal, tabletas o gotas que son ingeridas. Las tabletas o las gotas son raramente usadas donde los suministros de aguas públicas están fluorados (ver fluoración del agua potable).

## Beneficios
La fluoración está aceptada por una gran parte de los odontólogos como algo útil en el uso de la limpieza dental, pero no en su ingestión. El U.S. Center for Disease Control lista la fluoración del agua como uno de los "diez más grandes logros de la salud pública del siglo XX". es por lo tanto comprensible que la terapia de fluoruro sería comúnmente practicada en muchas modalidades diferentes. Son conocidos muchos tipos de terapias de fluoruro, extendiéndose desde las terapias en casa (uso de la pasta dental fluorada), la administrada profesionalmente, por ejemplo los fluoruros tópicos proporcionados por las oficinas dentales, hasta patrocinados por el sector público, como la fluoración del agua o de otros materiales comúnmente ingeridos tales como la sal. Las terapias en casa pueden ser divididas adicionalmente en recetas sin prescripción médica (venta libre) y de prescripción. Las terapias de fluoruro, ya sean libres o bajo receta, son categorizadas por la forma de su aplicación - los dentífricos, enjuagues, geles/espumas, los barnices, los suplementos dietéticos de fluoruro, y la fluoración del agua.

## Mecanismo
Todos los métodos de fluoración proporcionan concentraciones bajas de iones de fluoruro en la saliva, ejerciendo así un efecto tópico sobre el líquido de la placa. El fluoruro combate el decaimiento primariamente por la formación de fluorapatita por medio de la remineralización del esmalte. Los iones de fluoruro reducen el índice de desmineralización del esmalte del diente, y aumentan el índice de remineralización de los primeros estados de las cavidades. El fluoruro ejerce su efecto principal en este ciclo de desmineralización y remineralización. El fluoruro también afecta a la fisiología de las bacterias dentales, aunque su efecto sobre el crecimiento bacteriano no parece ser relevante en la prevención de la cavidad. El fluoruro tiene un efecto mínimo sobre las cavidades después de que es ingerido. Técnicamente, el fluoruro no previene las cavidades sino que controla el índice en la cual se desarrollan. Aunque el fluoruro sea el único agente bien documentado con esta característica, se ha sugerido que también la adición de un poco de calcio al agua reduciría más las cavidades.

## Suministro

### Fluoración del agua
La fluoración del agua es la adición controlada de fluoruro a un suministro público de agua con el objetivo de reducir la caries. Su uso en los EE. UU. comenzó en los años 1940, siguiendo los estudios de niños en una región donde el agua está naturalmente fluorada. Ahora es usada por cerca de dos tercios de la población de los EE. UU. en los sistemas de agua públicos y por cerca del 5.7% de la gente del mundo. Aunque la mejor evidencia disponible no demuestre ninguna asociación con efectos adversos con excepción de la fluorosis, en su mayor parte moderada, la fluoración del agua ha sido controversial por razones éticas, de seguridad, y de eficacia, y existe una oposición para la fluoración del agua a pesar de su soporte por organizaciones de salud pública. Según lo mencionado, el fluoruro solo ayuda a los dientes cuando está en la boca. Después de que es ingerido, tiene un efecto mínimo.
Las 2000 revisiones sistemáticas de la efectividad de la fluoración del agua encontraron que la fluoración fue asociada a una proporción reducida de niños con cavidades (el punto medio de las disminuciones era 14.6%, el rango entre el -5% hasta el 64%), y con una disminución de la caries, faltando, y los dientes primarios llenados (el punto medio de disminuciones era de 2.25 dientes, el rango entre 0.5 a 4.4 dientes). Una revisión más comprensiva de 2007 que usó las revisiones de 2000 para sus conclusiones de la eficacia de la fluoración del agua afirmó este resultado.

### Pasta dental
La mayoría de las pastas dentales de hoy contienen 0.32% (1450 ppm) de fluoruro, usualmente en la forma de fluoruro de sodio o monofluorofostato de sodio (MFP); 100 g de pasta dental contienen 0.76 g de MFP que es equivalente a 0.1 g de fluoruro. La pasta dental puede causar o exacerbar la dermatitis perioral muy probablemente causada por el dodecilsulfato sódico, un ingrediente en la pasta dental.[cita requerida] Se sospecha que el dodecilsulfato sódico está ligado a un número de problemas de la piel tales como la dermatitis y es comúnmente usado en laboratorios de investigación como el estándar irritante de la piel con el cual otras sustancias son comparadas.[cita requerida]
La pasta dental rica en fluoruro generalmente contiene un 1.1% (4.950 ppm) de fluoruro de sodio. Este tipo de pasta dental es usado de la misma manera que la pasta dental regular. Está bien establecido que el fluoruro de sodio al 1.1% es seguro y efectivo como preventivo de la caries. Esta prescripción de pasta dental es usada hasta tres veces al día en lugar de la pasta dental regular.

### Enjuagues bucales
El compuesto de fluoruro más comúnmente usado en los enjuagues bucales es el fluoruro de sodio. Hay disponibles para el uso de enjuague diario, soluciones de venta libre de 0.05% de fluoruro de sodio (225 ppm de fluoruro). El fluoruro en esta concentración no es suficientemente fuerte para la gente con riesgo elevado para las caries.[cita requerida]
Las prescripciones de enjuague bucal son más efectivas para los que están en riesgo elevado de caries, pero usualmente están contraindicadas para los niños, especialmente en áreas con agua potable fluorada. Sin embargo, en áreas sin agua potable fluorada, estos enjuagues son a veces prescritos para los niños.

### Geles y espumas
Los geles y espumas son usados para individuos que están en riesgo elevado para las caries, los pacientes ortodónticos, pacientes que experimentan radiación de la cabeza y el cuello, los pacientes con flujo salival disminuido, y niños cuyos molares permanentes deberían, pero no pueden ser sellados.
El gel o la espuma es aplicado con el uso de una bandeja para la boca, que contiene el producto. La bandeja es sostenida en la boca mordiendo. La aplicación  tarda generalmente cerca de cuatro minutos, y los pacientes no deben enjuagarse, comer, fumar, o beber, por lo menos hasta 30 minutos después de la aplicación.
Algunos geles se hacen para aplicaciones en la casa, y son usados en una forma similar a la pasta dental. La concentración de fluoruro en estos geles es mucho más baja que los productos profesionales.

### Barniz
El barniz de fluoruro tiene ventajas prácticas sobre los geles en la facilidad de aplicación, un sabor no desagradable, y el uso de cantidades más pequeñas de fluoruro que las requeridas para aplicaciones del gel. El barniz está pensado para el mismo grupo de pacientes que los geles y espumas. Tampoco hay evidencia publicada a la fecha que indique que el barniz de fluoruro aplicado profesionalmente es un factor de riesgo para la fluorosis del esmalte. El barniz es aplicado con un cepillo y se fija en segundos.

### Dispositivos de lenta liberación
Dispositivos que liberan lentamente el fluoruro pueden ser implementados en la superficie de un diente, típicamente en el lado de una muela donde no está visible y no interfieren con la ingesta de alimentos. Los dos tipos principales son la membrana de copolímero y el grano de cristal. Estos dispositivos son efectivos en incrementar las concentraciones de fluoruro y en la prevención de las cavidades, pero tienen problemas con los índices de retención, es decir, los dispositivos se desprenden demasiado a menudo.

### Suplementos dietéticos
Los suplementos dietéticos de fluoruro en forma de tabletas, pastillas, o líquidos (incluyendo preparaciones de fluoruro-vitamina) son usados primariamente para niños en áreas sin agua potable fluorada. La evidencia que soporta la efectividad de este tratamiento para los dientes primarios es débil. Los suplementos previenen las cavidades en dientes permanentes. Un efecto secundario significativo es una suave a moderada fluorosis dental.

### Indicaciones para la terapia de fluoruro
Dependiendo de los factores de riesgo del individuo y de la razón del tratamiento, se determinará qué método de suministro del fluoruro será usado. Es necesaria la consulta con un odontólogo antes de comenzar cualquier tratamiento.
- Puntos blancos
- Pacientes con riesgo moderado o alto de desarrollar caries
- Proceso activo de desarrollo de caries
- Tratamiento ortodóntico
- Protección adicional en caso de necesidad para los niños en áreas sin agua potable fluorada
- Para reducir sensibilidad de los dientes
- Para proteger la superficie de la raíz
- Flujo salival disminuido
- Pacientes institucionalizados

## Riesgos para la salud
El consumo de fluoruro puede llevar al envenenamiento por fluoruro y a la muerte, en la ingesta diaria por un largo periodo. La ingesta y exposición tópica crónicas pueden causar fluorosis dental, y una exposición sistemática excesiva puede llevar a efectos sistémicos tales como fluorosis esquelética, además de generar trastornos físicos y mentales. Los niños pequeños están en peligro de recibir un exceso de fluoruro, y el ADA ha publicado recientemente una guía provisional en su consumo de fluoruro. No existe evidencia científica que demuestre que se califique la glándula pineal o alguna otra estructura encefálica, rumor que ha sido ampliamente extendido en redes sociales 

### Sobredosis
En 1974 un niño de tres años ingirió 45 mililitros de solución de fluoruro al 2%, estimada en ser el triple de la cantidad fatal, y después murió. El fluoruro fue administrado durante su primera visita al odontólogo, y más adelante la oficina dental fue encontrada responsable por la muerte.

### Fluorosis
La mayor parte de la fluorosis es moderada y cosmética, pero la posibilidad de una fluorosis más severa se incrementa con la exposición. Un reciente informe del National Research Council (NRC) indica que la fluorosis dental  severa puede ser considerada un "efecto tóxico" que incrementa el predominio de la caries (106), pero una fluorosis de esta severidad no es esperada con el uso normal de la terapia de fluoruro.

## Tabla de conversión del fluoruro
| APF (10)(%)(1000)   | ppm    |
| 1.1%                | 10,000 |
| 1.23%               | 12,300 |
| NaF (4.5)(%)(1000)  | ppm    |
| 0.05%               | 225    |
| 0.20%               | 900    |
| 0.44%               | 1,980  |
| 1.0 %               | 4,500  |
| 1.1%                | 4,950  |
| 2.0%                | 9,000  |
| 5.0%                | 22,500 |
| SnF2 (2.4)(%)(1000) | ppm    |
| 0.40%               | 960    |
| 0.63%               | 1,512  |
| ------------------- | ------ |